# Phiona Mutesi
Phiona Mutesi (Kampala, 28 marzo 1996) è una scacchista ugandese.

## Biografia
Phiona Mutesi è cresciuta nella baraccopoli di Katwe, presso la città ugandese di Kampala.
La Federazione Internazionale degli Scacchi ne ha stimato l'anno di nascita nel 1993, ma sua madre Harriet afferma che Phiona è nata nel 1996.
Nella baraccopoli in cui ha vissuto il tasso di scolarizzazione è molto basso, e nel 2011 circa la metà delle ragazze sotto i venti anni erano madri; a tre anni di età Phiona ha perso suo padre, stroncato dall' AIDS, e poco tempo dopo anche sua sorella maggiore Juliet, per cause rimaste ignote.
Quando Phiona aveva circa nove anni e aveva già dovuto lasciare la scuola in quanto la sua famiglia non era in grado di affrontarne le spese, ha iniziato a recarsi allo Sports Outreach Institute, un'associazione umanitaria che distribuiva pasti gratuiti e che aveva anche un piccolo club scacchistico.
Nel 2010 ha rappresentato il suo paese alle XXXIX olimpiadi degli scacchi e l'anno successivo si è laureata per la terza volta campionessa juniores ugandese di scacchi.
Nel 2012 Phiona e la connazionale Ivy Amoko sono state candidate Maestro FIDE Femminile in virtù delle loro prestazioni alla 40ª edizione delle olimpiadi degli scacchi, divenendo così le prime giocatrici titolate nella storia scacchistica ugandese.
Lo stesso anno Phiona è stata la prima giocatrice a vincere la categoria open del National Junior Chess Championship in Uganda.

## La notorietà
Nel 2012 è stato pubblicato un libro su Phiona Mutesi, dal titolo La regina bambina (The Queen of Katwe: A Story of Life, Chess and One Extraordinary Girl's Dream of Becoming a Grandmaster), scritto da Tim Crothers. La Disney ne ha comprato i diritti per realizzare il film Queen of Katwe, uscito nel 2016.
Su YouTube è stato caricato un breve documentario in lingua inglese su Phiona.